# 矢島美容室
矢島美容室（やじまびようしつ）は、とんねるずとDJ OZMAが扮する マーガレット・カメリア・ヤジマ、ナオミ・カメリア・ヤジマ、ストロベリー・カメリア・ヤジマの3人による日本の音楽ユニット。

## 概要
2008年、フジテレビ系『とんねるずのみなさんのおかげでした』発案の企画として、シングル「ニホンノミカタ -ネバダカラキマシタ-」でデビュー。
プロデュースは、とんねるず（石橋貴明・木梨憲武）とDJ OZMAが手がけており、作詞は、脚本家の遠藤察男（エンドウサツヲ名義）が、作曲は、DJ OZMAが手掛けている。
ユニットは、母と姉妹の3人で構成される。母・マーガレットの夫であり、失踪中の日本人美容師・矢島徳次郎を探す目的で来日したという設定。ユニット名「矢島美容室」は、矢島が気づきやすいようにという理由で付けられた。
ビジュアルは、1960年代の女性トリオ「ザ・スプリームス」を意識している。

### ユニット結成までの経緯
2007年12月6日、DJ OZMAがフジテレビ系『とんねるずのみなさんのおかげでした』のコーナー「新・食わず嫌い王決定戦」にゲスト出演。コーナー内のトークで、前身の番組となる『とんねるずのみなさんのおかげです』のシリーズコント「ロックンロール最高物語」に登場するロックバンド「矢島工務店」を見たのがきっかけでバンドを始めたことを告白する。ここで、とんねるずとDJ OZMAが意気投合して「矢島工務店の現代版をやろう」という話になった。
その半年後の2008年5月29日、番組内で「とんねるず×DJ OZMAプロジェクト」が始動。9月25日、番組内の記者会見で「とんねるずとDJ OZMAの3人の個性が強烈過ぎて相容れず、共に音楽をやることは不可能」との理由により、結成を断念し、代わりに海外の女性3人組ユニットをプロデューサーの立場に回って手がけるプロジェクトを発表した。ここで初めてユニット名、ユニットの概要、デビュー曲が発表された。

## メンバー
ストロベリー・カメリア・ヤジマ
日本名は、矢島ストロベリー。ヤジマ家の次女。12歳。髪型はアフロヘアー。一番大柄で好奇心旺盛。日本語の言い回しは一番達者であるが、親父ギャグやものまねのネタが古い。ナオミとは異父姉妹である。日本での目標は安藤忠雄に会うこと。
マーガレット・カメリア・ヤジマ
日本名は、矢島マーガレット。ヤジマ家の母。37歳。髪型はボブ。ポールダンス専門の元ヌードダンサー。日本語には慣れておらず、カタコトで話す。
ナオミ・カメリア・ヤジマ
日本名は、矢島ナオミ（サインは「直美」）。ヤジマ家の長女。18歳。髪型は盛りヘアー。家族を残して逃げた父親に対する嫌悪感から男性不信に陥り、下ネタにも強い拒否反応を示す。家族一の美形で学業も優秀。日本語は、日常会話に支障がないほどマスターしている。DJ OZMA（綾小路翔名義）がプロデュースする会員制パブ・六本木masurao（2017年閉店）のイベント「BARナオミの夢」に出演していた。

## 経歴
2008年
- 9月25日、フジテレビ系『とんねるずのみなさんのおかげでした 秋の特大スペシャル』にて、10月29日のCDリリースが発表される。デビュー曲「ニホンノミカタ -ネバダカラキマシタ-」を番組内で初披露し、番組放送終了直後より、着うたの配信を開始。ダウンロード数は、約1時間で1,4000ユニットを記録。
- 9月26日、エイベックスによる公式サイトが開設された。ロッテ「SPASH」のCMスポットが東日本で先行オンエア開始。
- 10月29日、シングル「ニホンノミカタ -ネバダカラキマシタ-」をリリースし、avex traxよりデビュー。オリコンでは最高位3位を記録し、音楽配信ダウンロード数は、170万ユニットを超えた。
- 12月11日、日本滞在のビザの期限が間もなく切れるという理由で、メンバーの帰国（解散）が発表される。
- 12月13日、横浜アリーナにて開催されたDJ OZMAのラストライブに、マーガレットとストロベリーが乱入。
- 12月20日、国立代々木競技場第一体育館にて無料ライブ「FIRST & FINAL LIVE」を開催。1万人の定員に対し、応募総数は約10万通に上った。
- 12月3日、フジテレビ系の年末大型音楽番組『2008 FNS歌謡祭』に生出演し、デビュー曲「ニホンノミカタ -ネバダカラキマシタ-」を披露した。
- 12月25日、予告していた解散を撤回し、2009年春の新曲リリースを発表。

2009年
- 2月26日、新曲「SAKURA -ハルヲウタワネバダ-」を番組内で初披露。同日に着うた配信を開始。
- 3月25日、2枚目のシングル「SAKURA -ハルヲウタワネバダ-」をリリース。本シングルは、オリコンで最高位5位を記録。
- 6月21日、新曲「はまぐりボンバー」を初披露。2万人の応募があった矢島美容部員オーディションの合格者58名が決定した。同月25日には、着うた配信を開始。
- 7月8日、3枚目のシングル「はまぐりボンバー」をリリース。オリコンで最高位9位（デイリーでは5位）を記録。また同日、リリースを記念し、無料のリリースイベントがラゾーナ川崎にて開催され、1万人が来場した。
- 8月23日、味の素スタジアムにて開催された「a-nation'09」東京公演2日目にシークレットゲストとして出演。
- 9月5日、国立代々木競技場第一体育館にて開催された「東京ガールズコレクション'09」にゲスト出演。
- 12月24日、映画『矢島美容室 THE MOVIE 〜夢をつかまネバダ〜』の翌年に公開されることと、年始には、4枚目のシングル「メガミノチカラ」を発売することを発表。

2010年
- 1月21日、新曲「メガミノチカラ」を番組内で初披露。同月27日には、着うた配信を開始。
- 2月10日、4枚目のシングル「メガミノチカラ」をリリース。
- 3月3日、初のアルバム『おかゆいところはございませんか?』をリリース。
- 3月22日、東京国際フォーラム・ホールAにて「映画完成記念!矢島美容室ファン感謝祭」を開催。
- 3月24日、第2回沖縄国際映画祭に出席。
- 3月25日、新曲「アイドルみたいに歌わせて」を番組内で初披露。
- 4月11日、当時建設中の東京スカイツリーにて、映画『矢島美容室 THE MOVIE 〜夢をつかまネバダ〜』のスペシャルイベントを開催。
- 4月14日、新曲「アイドルみたいに歌わせて」の着うた配信を開始。
- 4月21日、シングル「アイドルみたいに歌わせて」をリリース。本楽曲は、映画『矢島美容室 THE MOVIE 〜夢をつかまネバダ〜』の主題歌にも起用された。
- 4月28日、サウンドトラック『矢島美容室 THE MOVIE MUSIC ALBUM』をリリース。
- 4月29日、映画『矢島美容室 THE MOVIE 〜夢をつかまネバダ〜』が公開。5月16日には、丸の内ピカデリーにて公開記念の握手会を開催。

2012年
- 3月21日、フジテレビ系の生放送音楽特別番組『とんねるずが生放送!音楽番組全部見せます!!-名曲で元気になろう-』で約2年ぶりにテレビ出演を果たし、デビュー曲「ニホンノミカタ -ネバダカラキマシタ-」を披露した。この日を最後に活動休止状態になる。

2019年
- 6月15日、中野サンプラザにて開催された氣志團のライブにマーガレットが乱入[5]。

## ディスコグラフィ

### シングル
|     | 発売日         | タイトル                            | 備考                                        |
| --- | -------------- | ----------------------------------- | ------------------------------------------- |
| 1st | 2008年10月29日 | ニホンノミカタ -ネバダカラキマシタ- |                                             |
| 2nd | 2009年3月25日  | SAKURA -ハルヲウタワネバダ-         |                                             |
| 3rd | 2009年7月8日   | はまぐりボンバー                    |                                             |
| 4th | 2010年2月10日  | メガミノチカラ                      |                                             |
| 5th | 2010年4月21日  | アイドルみたいに歌わせて            | 「矢島美容室 feat. プリンセス・セイコ」名義 |

### アルバム
|     | 発売日       | タイトル                        |
| --- | ------------ | ------------------------------- |
| 1st | 2010年3月3日 | おかゆいところはございませんか? |

### サウンドトラック
|     | 発売日        | タイトル                         |
| --- | ------------- | -------------------------------- |
| 1st | 2010年4月28日 | 矢島美容室 THE MOVIE MUSIC ALBUM |

### 参加作品
1. DJ OZMA『I ♥ PARTY PEOPLE 3』（2008年12月31日発売）
  - ボーナストラックとして「ニホンノミカタ -ネバダカラキマシタ-」を収録。
2. バブルガム・ブラザーズ「Daddy's Party Night 〜懲りないオヤジの応援歌〜」（2008年12月3日発売）
  - マーガレットのみ、プロモーションビデオにゲスト出演。

### 映画
- 矢島美容室 THE MOVIE 〜夢をつかまネバダ〜（2010年4月29日公開、松竹）
  - 矢島Bee容室TV（NTTドコモ、ケータイ放送、BeeTV）- 映画公開を記念して放送

#### DVD・Blu-ray
|     | 発売日         | タイトル                                  |
| --- | -------------- | ----------------------------------------- |
| 1st | 2010年10月29日 | 矢島美容室 THE MOVIE 〜夢をつかまネバダ〜 |

## 出演

### CM
- ロッテ「SPASH」（2008年9月26日 - ）

### Web
- 矢島Bee容室TV （2010年4月 - ）NTTドコモ、ケータイ放送 Bee TV